# Liste des figures de cire des musées Madame Tussauds
Les personnalités suivantes sont présentes dans au moins un des musées Madame Tussauds. Le(s) musée(s) est (sont) indiqué(s) entre parenthèses.

## Personnalités du cinéma et de la télévision
- Bruce Lee (hong-kong)
- Jennifer Aniston (Londres, New York)
- Benedict Cumberbatch (Londres)
- Brad Pitt (Londres, Las Vegas, Bangkok)
- Woody Allen (New York)
- Amitabh Bachchan (Londres, New York)
- Tom Baker (Londres)
- Tom Cruise (Londres, Washington)
- Penelope Cruz (Londres)
- Marilyn Monroe (Hollywood, San Francisco, Sydney, New York, Shanghaï, Hong Kong, Istanbul, Delhi)
- James Dean (Londres, New York, Hollywood)
- Judi Dench (Londres)
- Walt Disney (Orlando)
- George Clooney (Londres)
- Gérard Depardieu (Las Vegas)
- Johnny Depp (Londres, New York, Hollywood, Washington, Amsterdam, Berlin)
- Cameron Diaz
- Leonardo DiCaprio (Amsterdam, Londres, New York)
- Marlène Dietrich (Berlin, Hollywood)
- Robert Downey Jr (Hollywood)
- Clint Eastwood (Hollywood)
- Zac Efron (Londres, New York, Hollywood)
- Colin Farrell (Londres, Los Angeles)
- Colin Firth (Londres)
- Harrison Ford (Londres)
- Jodie Foster (Las Vegas, Hong Kong)
- Aishwarya Rai (Londres, Singapour, Dubaï)
- Ranveer Singh (Singapour, Londres, Dubaï, New York)
- Anushka Sharma (Dubaï)
- Shahid Kapoor (Singapour, Dubaï)
- Jamie Foxx (Los Angeles)
- Chris Hemsworth (Sydney, Vienna)
- Jim Carrey (Londres)
- Morgan Freeman (Londres, New York)
- Clark Gable (Londres, Los Angeles)
- Judy Garland (Las Vegas, Londres, New York)
- Sarah Michelle Gellar (Las Vegas, Londres, New York)
- Mel Gibson (Las Vegas, Amsterdam)
- Whoopi Goldberg (Las Vegas, New York, Londres)
- Selena Gomez (Washington, Hollywood)
- Cate Blanchett (Sydney)
- Teri Hatcher (New York)
- Salma Hayek (Londres, New York, Orlando)
- Anne Hathaway (New York)
- Audrey Hepburn (Londres, Hollywood, Tokyo, Shanghaï, Istanbul, Dubai)
- Alfred Hitchcock (Londres, Hollywood)
- Sandra Bullock (New York, Las Vegas)
- Bob Hope (Las Vegas, New York)
- Anthony Hopkins (Amsterdam)
- Hulk (Londres, New York)
- Howard Hughes (Los Angeles)
- Hugh Jackman (Sydney)
- Samuel L. Jackson (Londres)
- Jenna Jameson (Las Vegas)
- David Jason (Londres)
- Dwayne Johnson surnommé The Rock (Las Vegas)
- Angelina Jolie (Amsterdam, Londres, New York, Washington, Bangkok, Istanbul)
- Kim Kardashian(Londres, New York)
- Shahrukh Khan (Londres, Bangkok, Singapour, Sydney, Delhi, New York, Dubaï)
- Deepika Padukone (Londres, New York, Singapour, Delhi, Dubaï)
- Priyanka Chopra (New York, Sydney, Singapour, Dubaï)
- Hrithik Roshan (Londres, Singapour, Dubaï, Delhi)
- Kareena Kapoor (Singapour, Delhi, Dubaï)
- Varun Dhawan (Singapour, Dubaï)
- Robert Pattinson (Londres, New York)
- Daniel Radcliffe (Londres)
- Emma Watson (Londres, Orlando)
- Zendaya (New York, Orlando)
- Vin Diesel (Orlando)
- Kate Winslet (Londres)
- Jennifer Lawrence (Londres)
- Bruce Willis (Londres)

## Personnalités de la musique
- Christina Aguilera (Londres, Amsterdam, Las Vegas) la partie ne fait que commencer
- Peter Andre (Blackpool)
- Anggun (Bangkok en septembre 2016)[1]
- Louis Armstrong (Las Vegas) la partie ne fait que commencer
- Joséphine Baker (New York)
- The Beatles (New York, Hong Kong, Londres, Berlin, Blackpool)
- Victoria Beckham la partie ne fait que commencer
- Tony Bennett (Las Vegas)
- Beyoncé (Las Vegas, New York, Londres, Amsterdam, Hollywood, Berlin, Washington, Bangkok, Singapour, Tokyo, Istanbul, Delhi, Orlando, Nashville)
- Justin Bieber (Amsterdam, Londres, New York, Orlando, Las Vegas, Vienne, Blackpool, Istanbul, Delhi, Dubaï, Bangkok, Shanghaï, Tokyo, Berlin)
- One Direction (Londres)
- Blue Man Group (Las Vegas) la partie ne fait que commencer
- Jon Bon Jovi (Las Vegas, Amsterdam)
- Bono (Las Vegas, New York, Amsterdam) la partie ne fait que commencer
- David Bowie (New York, Londres, Amsterdam)
- Susan Boyle (Blackpool)
- James Brown (Las Vegas, Amsterdam)
- Melanie Brown (Londres)
- Emma Bunton (Londres)
- Cher (New York, Londres, Hong Kong, Washington)
- Cheryl Cole (Blackpool, Londres)
- Simon Cowell (Las Vegas, Londres, New York)
- Melanie Chisholm (Londres)
- Miley Cyrus (New York, Orlando, Nashville, Berlin, Dubaï, Las Vegas)
- Sammy Davis, Jr. (Las Vegas)
- Dire Straits (Amsterdam)
- Ariana Grande (Amsterdam, Londres, New York, Hollywood, Hong Kong, Delhi, Berlin, Orlando, Blackpool, Budapest, Bangkok)
- Gloria Estefan (Las Vegas)
- Geri Halliwell (Londres)
- Justin Hawkins (Chanteur du groupe The Darkness) (Londres)
- Jimi Hendrix (New York, Las Vegas, Londres)
- Engelbert Humperdinck (chanteur) (Las Vegas)
- Billy Idol (Las Vegas)
- Michael Jackson (Hong Kong, Las Vegas, Bangkok, Londres, Amsterdam, Shanghaï, Hollywood, Berlin, Tokyo, Istanbul, Delhi, Nashville, Sydney)
- Mick Jagger (Las Vegas)
- Elton John (Las Vegas, New York, Londres, Hollywood)
- Jonas Brothers (Londres)
- Tom Jones (Las Vegas, Londres)
- Lenny Kravitz (Las Vegas, Amsterdam)
- Lady Gaga (New York, Londres, Berlin, Tokyo, Amsterdam, Hong Kong, Bangkok, Blackpool, Dubaï, Hollywood, Las Vegas, Shanghaï, Vienne, Sydney, Nashville, Istanbul, Praga, Delhi, San Francisco, Budapest, Orlando)
- Liberace (Las Vegas)
- Jennifer Lopez (Las Vegas, New York, Londres)
- Madonna (Las Vegas, Bangkok, Hong Kong, New York, Londres, Berlin, Nashville, Istanbul)
- Johnny Mathis (Las Vegas)
- Bob Marley (Amsterdam, Londres, New York, Las Vegas, Nashville)
- Dean Martin (Las Vegas)
- Freddie Mercury (New York, Londres, Blackpool, Hong Kong)
- Bette Midler (Las Vegas, New York)
- Liza Minnelli (Las Vegas, Berlin)
- Kylie Minogue (Hong Kong, Londres, Amsterdam)
- Wayne Newton (Las Vegas)
- Luciano Pavarotti (Hong Kong, Las Vegas, Londres, Vienna)
- Ed Sheeran (New York, Blackpool, Londres, Nashville, Amsterdam, Berlin, Dubaï, Singapour, Hong Kong)
- Elvis Presley (Las Vegas, Hong Kong, Amsterdam, Shanghaï, Orlando, New York, Hollywood, Nashville)
- Yoko Ono (New York)
- Ozzy Osbourne
- Sharon Osbourne
- Katy Perry (Vienne, Sydney, Bangkok, New York, Singapour, Las Vegas, Tokyo, Istanbul, Nashville)
- Robert Plant (Londres) (chanteur de Led Zeppelin)
- Prince (Las Vegas, Amsterdam)
- Debbie Reynolds (Las Vegas)
- Rihanna (Washington, Sydney, Londres, Berlin, New York, Hollywood, Orlando, San Francisco, Dubaï)
- Little Richard (Las Vegas)
- Diana Ross (New York, Las Vegas)
- Neil Sedaka (Las Vegas)
- Shakira (New York, Las Vegas, Hollywood, Orlando)
- Tupac Shakur (Las Vegas, Londres)
- Jessica Simpson
- Frank Sinatra (Las Vegas, New York)
- Snoop Dogg
- Britney Spears (Las Vegas, New York, Londres, Berlin, Blackpool, San Francisco)
- Spice Girls
- Bruce Springsteen (Las Vegas, New York)
- Ricky Martin (Las Vegas, Orlando, New York)
- Christina Stürmer (Vienne)
- Taylor Swift (New York, Washington DC, Berlin, Londres, Orlando, Singapour, Sydney, Nashville, Dubaï, Tokyo, San Francisco, Amsterdam)
- Justin Timberlake (Hollywood, Berlin, Nashville, Dubaï, New York)
- Shawn Mendes (New York, Berlin, Londres, Orlando, Hollywood, Bangkok, Singapour, Nashville)
- Bad Bunny (New York, Orlando, Las Vegas, Hollywood)
- Harry Styles (Londres, Berlin, Sydney, New York, Singapour, Amsterdam, Hollywood, Orlando)
- Selena Quintanilla (New York, Hollywood)
- Tina Turner (New York, Las Vegas)
- Bill Kaulitz de Tokio Hotel (Berlin)
- Usher
- Shayne Ward (Londres)
- Maluma (New York, Orlando)
- Dua Lipa (Londres, Amsterdam, New York, Orlando, Singapour, Sydney, Istanbul, Dubaï)
- Robbie Williams (Londres, Amsterdam)
- Amy Winehouse (Londres, Blackpool)
- Stevie Wonder (Las Vegas)
- Whitney Houston (Washington)
- Nicki Minaj (Las Vegas, New York)
- Little Mix

### Personnalités de la musique asiatique
- Chris Lee (Shanghai)
- Leslie Cheung (Hong Kong)
- Jay Chou (Hong Kong)
- Ayumi Hamasaki (Hong Kong)
- Aaron Kwok (Hong Kong)
- Anita Mui (Hong Kong)
- Teresa Teng pinyin : Deng Lijun] (Hong Kong)
- Twins (Hong Kong)
- Miriam Yeung (Hong Kong)
- Bae Yong Joon (Hong Kong)
- Joey Yung (Hong Kong)
- SHE (Shanghai)
- Lu Han (Beijing)
- Zhang Yixing (Beijing)
- Jackson Wang (Hong Kong)

## Personnalités politiques, historiques et religieuses
- Konrad Adenauer (Berlin)
- Empereur Akihito
- Yasser Arafat
- Golda Meir (New-York)
- Atatürk (Berlin, Londres, Istanbul)
- Ibn Saud (Dubaï)
- Beatrix (Amsterdam)
- Tony Blair
- George W. Bush (Las Vegas, Londres)
- Benazir Bhutto
- Benoît XVI (Berlin)
- Charles Ier
- Charles III, roi du Royaume-Uni
- Winston Churchill (Londres)
- Bill Clinton
- Hillary Clinton (New-York)
- Danton (Londres)
- Frederik Willem de Klerk (Londres)
- Benjamin Disraeli (Londres)
- Élisabeth Ire (Londres)
- Élisabeth II
- Xi Jinping
- Mao Zedong
- Boris Eltsine
- Guy Fawkes (Londres)
- Heinz Fischer (Vienne)
- Benjamin Franklin (Las Vegas)
- Mahatma Gandhi (Amsterdam, Londres, Delhi)
- Indira Gandhi
- Rajiv Gandhi
- Heydar Aliyev (Londres, Dubaï, Berlin, Amsterdam)
- Zayed ben Sultan Al Nahyane (Dubaï)
- Narendra Modi (Londres, Singapour, Dubaï)
- Vladimir Putin (Shanghaï, Dubaï)
- Mahathir Mohamad (Bangkok)
- Khalifa ben Zayed Al Nahyane (Dubaï)
- David Lloyd George
- William Ewart Gladstone
- Tenzin Gyatso 14e dalaï-lama (New York, Londres)
- Mikhaïl Gorbatchev
- Prince Harry de Galles (Londres)
- Henri VIII, roi d'Angleterre et ses six femmes (Catherine Howard, Anne Boleyn, Catherine Parr, Jeanne Seymour, Anne de Clèves et Catherine d'Aragon
- Adolf Hitler (Londres, Berlin)
- François Hollande (Londres)
- John Howard
- Hussein de Jordanie
- Jeanne d'Arc
- Jean-Paul II
- Boris Johnson, homme politique, journaliste britannique et maire de Londres (Londres)
- Juliana des Pays-Bas (Amsterdam)
- Constantine Karamanlis (Londres)
- John F. Kennedy (Las Vegas, New York, Londres)
- Jacqueline Kennedy Onassis (Las Vegas, Londres, New York)
- Genghis Khan (Londres)
- Helmut Kohl (Londres, Berlin)
- Wim Kok (Amsterdam)
- Vladimir Ilitch (Lénine) (Amsterdam)
- Abraham Lincoln (Las Vegas, New York, Londres)
- Louis XVI
- Martin Luther King
- Harold Macmillan
- John Major
- Makarios III
- Nelson Mandela (Londres)
- Marie-Antoinette
- Marie-Thérèse d'Autriche (Vienne)
- Angela Merkel (Berlin, Londres)
- Karl Marx (Berlin)
- Kate Middleton (Londres)
- Robert Mugabe (Londres)
- Napoléon Ier (Londres)
- Andreas Papandreou
- Camilla Parker Bowles (Londres)
- Prince Philippe, duc d'Édimbourg (Londres)
- Barack Obama (Amsterdam), 44e président des États-Unis d'Amérique (Londres, Los Angeles, New-York Tokyo)
- Vladimir Poutine
- Yitzhak Rabin (Londres)
- Ronald Reagan (Londres)
- Reine Mère (Londres)
- Richard Cœur de Lion
- Richard III
- Joe Biden (New York)
- Robespierre (Londres)
- Franklin Roosevelt
- Nicolas Sarkozy (Berlin)
- Helmut Schmidt (Berlin)
- Sophie Scholl (Berlin)
- Gerhard Schröder (Londres, Berlin)
- Diana Spencer, princesse de Galles (Las Vegas, New York, Londres)
- Marie Stuart (Londres)
- Mère Teresa
- Desmond Tutu (Londres)
- Vlad l'empaleur, prince de Valachie dit Dracula (Londres)
- Eleftherios Venizelos
- Reine Victoria (Londres)
- Otto von Bismarck (Berlin)
- Lech Wałęsa
- George Washington (Las Vegas, New York, Londres)
- Guillaume d'Orange (Amsterdam)
- Willem-Alexander (Amsterdam)
- Prince William de Galles (Londres)
- Wilhelmina des Pays-Bas (Amsterdam)
- Klaus Wowereit (Berlin)
- Deng Xiaoping
- Jiang Zemin (Londres)
- Pieter Stuyvesant (Amsterdam)
- Donald Trump (Amsterdam, Londres)

## Personnalités du sport
- Andre Agassi
- Mohamed Ali (Londres)
- Edison Arantes do Nascimento, dit Pelé (Londres)
- Lance Armstrong (Amsterdam, Las Vegas)
- David Beckham (Londres, Amsterdam)
- Carmelo Anthony (New York)
- Björn Borg
- Serena Williams (San Francisco, Orlando)
- Tom Daley (Londres)
- Usain Bolt (Londres)
- Dale Earnhardt (Las Vegas)
- Sven-Göran Eriksson
- Jeff Gordon
- Tony Hawk (New York)
- Martina Hingis
- Evander Holyfield
- Don King (Las Vegas)
- Evel Knievel (Las Vegas)
- Olga Korbut (Londres)
- Derek Jeter
- Michael Jordan
- Michelle Kwan
- Mesut Özil (Berlin)
- Brian Lara
- Chuck Liddell
- Gary Lineker
- Jonah Lomu (Londres)
- Lionel Messi (Londres, New York)
- Maria Sharapova (Hong Kong, Istanbul, Dubaï)
- Virat Kohli (Londres, Dubaï)
- Mohamed Salah (Dubaï)
- Rafael Nadal
- Sebastian Vettel
- Joe Montana
- José Mourinho (Londres)
- Thomas Müller (Leutkirch)
- Shaquille O'Neal
- Michael Owen
- Arnold Palmer
- Viv Richards
- Cristiano Ronaldo (Londres, New York)
- Wayne Rooney
- Babe Ruth
- Jessica Ennis (Londres)
- Michael Schumacher
- Jonny Wilkinson (Londres)
- Tiger Woods (San Francisco, Orlando, Londres)
- The Rock (Londres)
- Kobe Bryant (New York, Hollywood)
- Lewis Hamilton (Londres)
- Frank de Boer & Ronald de Boer (Berlin)
- Manuel Neuer (Berlin)
- Kylian Mbappé (Berlin en mai 2024)[2]

## Personnalités du monde des Sciences et Technologies
- Buzz Aldrin (Las Vegas, New-York) astronaute
- Neil Armstrong (Las Vegas, New-York), astronaute
- Stephen Hawking (Londres)
- Albert Einstein (Londres, New-York, Tokyo)
- Sigmund Freud (Berlin)
- Sir Isaac Newton (Londres)
- Wubbo Ockels (Amsterdam), spationaute
- Christopher Wren

## Personnalités de l'art et de la littérature
- Ludwig van Beethoven
- Joseph Beuys (Berlin)
- Bertolt Brecht
- Salvador Dalí (Amsterdam, New-York)
- Charles Dickens (Londres)
- Anne Frank (Amsterdam)
- Günter Grass (Berlin)
- Ernest Hemingway
- Piet Mondriaan (Amsterdam)
- Wolfgang Amadeus Mozart
- Pablo Picasso (Amsterdam, Londres)
- Rembrandt (Amsterdam)
- William Shakespeare
- Vincent van Gogh (Amsterdam Tokyo)
- Johannes Vermeer (Amsterdam)
- Andy Warhol
- Oscar Wilde

## Autres
- Criss Angel (Las Vegas)
- Joseph Beuys (Berlin)
- Richard Branson
- Asha Broughton
- Davina McCall
- Naomi Campbell
- John Christie
- David Copperfield
- Dr Hawley Harvey Crippen
- Dame Edna Everage (humoriste)
- Jean-Paul Gaultier
- Thomas Gottschalk (Berlin, Londres)
- Marie Grosholtz/Madame Tussaud
- Ben Hana
- Renee Haywood
- Neville Heath
- Hugh Hefner (Las Vegas)
- Michael Herbig (Berlin)
- Paris Hilton
- Benny Hill, humoriste (Déguisé et Crédité en Gardien du musée)
- Heidi Klum (Berlin)
- Doutzen Kroes (Amsterdam)
- Dolla Laurent
- Elle MacPherson (Las Vegas, Londres)
- Tyra Banks (Londres)
- Kate Moss (Londres)
- Jamie Oliver (Londres), cuisinier
- Dorothy Parker
- Rosa Parks (New-York)
- Wolfgang Puck (Las Vegas), cuisinier
- Rachael Ray (New York)
- Joan Rivers (Las Vegas)
- Al Roker (New York)
- Robert Schuller (Las Vegas)
- Sir George Seymour
- Bugsy Siegel (Las Vegas, New York)
- Georges Joseph Smith
- Siegfried & Roy (Las Vegas)
- Alexis Thomas
- Ivana Trump (Las Vegas)
- An Turtle
- Hôtesse de l'air de la Singapore Airlines (Londres, Singapour)
- Hôtesse de l'air de la Emirates (Londres, Dubaï)
- Adrian Wägele (Leutkirch)

## Personnages de fiction
- Katniss Everdeen sous les traits de Jennifer Lawrence (Hollywood et New York)
- Sherlock Holmes sous les traits de Robert Downey Jr (Londres)
- Captain America
- James Bond sous les traits de Daniel Craig (Londres)
- Hulk
- E.T. (Londres, Amsterdam, New York, Tokyo)
- Indiana Jones sous les traits de Harrison Ford
- Scarlett O'Hara sous les traits de Vivien Leigh
- Shrek (Londres, Los Angeles)
- Spider-Man (Amsterdam, Londres)
- Jack Sparrow sous les traits de Johnny Depp
- Sue Sylvester sous les traits de Jane Lynch
- Abraham Van Helsing
- Wolverine sous les traits de Hugh Jackman (Londres)
- Fiona (Amsterdam)
- Xénomorphe (Londres)
- John 117 (Las Vegas)

## Criminels, suppliciés et bourreaux dans la Chambre des Horreurs
- George Joseph Smith
- Burke et Hare
- Harvey Crippen
- John Christie
- Dr William Palmer
- Mary Pearcey
- Charlie Peace
- Kate Webster
- James Bloomfield Rush
- Guy Fawkes
- Le bourreau Harry Allen
- Le bourreau Marwood